# Parione pachychelii
Parione pachychelii är en kräftdjursart som beskrevs av Sueo M. Shiino 1950. Parione pachychelii ingår i släktet Parione och familjen Bopyridae. Inga underarter finns listade i Catalogue of Life.